# Svobodná licence
Svobodná licence je taková veřejná licence, která opravňuje uživatele k dalšímu užití autorskoprávně chráněného díla, a to vč. zpracování díla a komerčního využití díla. Můžeme se setkat i s označením synonymem otevřená licence.
Ustanovení svobodných licencí se zpravidla zabývají zejména právem na rozmnožování a zveřejňování díla, stejně jako právem dílo zpracovávat a provádět v něm úpravy. Autor může podmínky licence formulovat vlastním textem, nejčastěji však sahá k volbě některého ze standardizovaných licenčních textů. Poskytnutím licence autor nebo vykonavatel majetkových autorských práv dává tato práva za určitých podmínek dalším uživatelům. Součástí většiny svobodných licencí jsou pravidla toho, jakým způsobem má být při takovém dalším užívání uváděn autora původního díla. Některé svobodné licence vyžadují, aby i případná nová díla vzniklá úpravou či zpracováním dotyčného díla byla rovněž licencována pod svobodnou licencí – takové licence jsou často nazývány „přísně svobodné licence“ a tento licenční mechanismus jako „copyleft“.
    Copyleft je druh licence, která je dílem mnohaleté debaty. Obecně je označován obráceným obrázkem symbolu autorských práv. To znamená, že jde o zrcadlový obraz autorských práv a to částečně i z hlediska jejich významu.  Zatímco autorské právo umožňuje autorovi jakéhokoli díla užívat, tedy reprodukovat, distribuovat a komerčně využívat své vlastní dílo. A co je nejdůležitější, zabraňovat ostatním v užívání jeho díla chráněného autorským právem bez jeho souhlasu. Copyleft podmiňuje v případech, kdy někdo zpracuje autorovo dílo, licencování pod shodnou licencí. Autor má tedy jistotu, že jeho dílo nebude dále šířeno pod jinou, např. přísnější licencí.
   Licence však vykazují značné rozdíly s ohledem na kreativní využití. Jedním z charakteristických rysů svobodných licencí je to, že umožňují zpracování díla, tedy vytvoření díla nového (odvozeného), které je postaveno na původním díle. Dalším důležitým rozlišovacím znakem svobodných licencí pro otevřený obsah je pak i jejich možné použití pro komerční účely.

## Svobodné licence
Creative Commons
  Nejoblíbenější a celosvětově zdaleka nejpoužívanější nástroj otevírání autorskoprávně chráněného obsahu.  Tato sada licencí, jež je určena primárně pro kulturní díla, jako je např. literární dílo nebo fotografie, aby se mohla díla chráněná autorským právem zdarma používat ke studiu, distribuci a vylepšování. Tato oprávnění jsou vždy doprovázena minimálními podmínkami, jako je přiznání zásluh nebo uvedení autora díla. U těchto licencí lze za svobodné označit ty licence, které neobsahují prvek NC, tj. ty které dovolují i komerční užití díla, a prvek ND, tedy ty, které umožňují i jeho kreativní zpracování a další šíření takto upraveného díla. Jsou to licence CC-BY a CC BY-SA.
CC-BY je nejotevřenější licence. Umožňuje uživateli dílo redistribuovat či vytvářet odvozeniny, jako je např. překlad, a dokonce používat dílo pro komerční aktivity, za předpokladu, že je původnímu autorovi přiznáno patřičné uznání a že uživatel uvede, zda bylo dílo nějak pozměněno. CC BY-SA pak ještě oproti CC-BY vyžaduje, aby všechny kopie a odvozeniny byly k dispozici pod stejnou licencí.
   Licence CC je nástroj, který umožňuje volné šíření díla, chráněného autorským zákonem. Autor ho může použít, když chce dát uživatelům možnost užívat, které vytvořil. Tyto licence vytvářejí a udržují rovnováhu mezi tradiční „AllRights Reserved“ metodou, která byla vytvořena podle autorského zákona a umožňují všem, od jednotlivců po velké společnosti, standardizovaným a jednoduchým způsobem získat oprávnění na aplikování autorská práva pro jejich díla. Všechny licence CC mají společné rysy. Autoři, poskytovatelé licencí, pokud používají nástroje CC, si tak ponechávají svá původní autorská práva a zároveň mohou umožnit ostatním kopírovat, distribuovat a využívat jejich dílo, i když nekomerčně (v případě, že daná licence obsahuje licenční prvek NC). Nabyvatelům licence je rovněž zakázáno používat jakákoli technická opatření, která by omezovala ostatní v přístupu k licencovanému dílu.
   Jedním z nejznámějších uživatelů CC je Wikipedie, která byla od svého počátku psána pod svobodnou licencí a poháněna pomocí svobodného softwaru.

## Svobodné licence a software
Analogicky ke svobodnému softwaru se svobodně licencovaná textová, obrazová a hudební díla označují jako tzv. svobodný obsah (nebo otevřený obsah).  Svobodné licence byly vytvořeny na základě myšlenky hnutí FOSS (Free Open Source Software).  V 90. letech byl na softwarovém trhu zaveden přístup open source. Poháněný zejména velkým úspěchem operačního systému GNU-Linux a související licence, „GNU General Public  license "(GNU GPL), jež byla první svobodnou softwarovou licencí, která umožňovala uživatelům používat software, studovat ho, sdílet a měnit. Licence otevřeného obsahu vznikly na základě inspirace základními myšlenkami FOSS, které byly aplikovány na ostatní formy kreativního obsahu, jako je hudba, filmy nebo obrázky.
    Na rozdíl od open source licencí, jejichž obsah je založen na jasně definovaných specifikacích a je víceméně předurčen, model otevřeného obsahu je flexibilnější.  Neexistuje žádná uznávaná definice otevřeného obsahu, takže existuje prostor pro licence s velmi odlišným obsahem. Všechny modely mají společné to, že jsou schopné umožnit nekomerční využití obsahu v nezměněné podobě. Otevřený obsah tedy může obecně reprodukovat kdokoli a to pro svou osobní potřebu nebo může být šířen i veřejně, např. umístěn online, předváděn, čten, vysílán atd.
Slabý copyleft
   Odkazuje na bezplatné programovací licence, kde ne všechna odvozená díla zdědí copyleftovou licenci. Zda ji odvozené dílo zdědí nebo ne často závisí na tom, jak bylo odvozeno. Nejčastěji se slabý copyleft používá k vytváření softwarových knihoven. To umožňuje, aby se další software propojoval s knihovnou a byl dále distribuován bez požadavku na to, aby byl propojovací software rovněž licencován copyleftem. Pouze změny samotného softwaru licencovaného slabým copyleftem podléhají ustanovením takové licence o copyleftu. To umožňuje, aby byly programy jakékoli licence zkompilovány a propojeny s copyleftovými knihovnami a poté redistribuovány bez nutnosti opětovného licencování. Příkladem slabého copyleftu  může být  GNU Lesser Public License, Mozilla Public Licence atd.
Silný copyleft
   Tyto licence jdou nad rámec slabého copyleftu a nařizují, aby jakýkoli distribuovaný software, který propojuje nebo jinak obsahuje takový kód, byl licencován na základě kompatibilních licencí, které jsou podmnožinou dostupných open source licencí. Neumožňují tedy, aby odvozená díla byla distribuována pod jinými licencemi. Každé upravené dílo musí být distribuováno pod stejnou licencí. V důsledku toho jsou tyto licence nazývány „virálními“. Příkladem takové licence jsou GNU General Public License, Sleepycat License atd.
Licence veřejné domény
   Tyto licence jsou také známé jako „povolující“ licence svobodného softwaru nebo jako „copycenter licence“. Umožňují svobodně dělat téměř vše, co lze udělat pomocí softwaru. To znamená volně jej získávat, používat, upravovat, prodávat dále, šířit atd. Příklady takové licence jsou licence BSD, MIT Licence, Licence Apache atd.

## Licence v EU
European Union Public Licence (EUPL) je svobodná softwarová licence, jíž můžeme zařadit mezi licence se silným copyleftem, která byla vytvořena a schválena Evropskou komisí. Je dostupná ve 23 jazycích a jedná se o první open source licenci, kterou vydal mezinárodní řídící orgán. Jejím cílem je vytvořit dostupnou open source licenci, jež bude odpovídat stávajícím autorským právům členských států Evropské unie. V roce 2009 byla certifikována OSI (Open Source Initiative), organizací založenou v roce 1998 Brucem  Perensem a Ericem S. Raymondem, jež si klade za cíl propagovat používání softwaru s otevřeným zdrojovým kódem v komerčním světě, přičemž aby bylo možné software certifikovat OSI, musí být distribuován pod licencí, která zaručuje právo software volně číst, redistribuovat, upravovat a používat.
   Německý Ústav pro právní otázky svobodného a otevřeného softwaru registruje vedle řady softwarových licencí i více než 30 různých standardizovaných licencí pro svobodný obsah. Zatímco nejznámějšími licencemi pro svobodný software jsou výše uvedené licence BSD a GNU General Public License (GPL), nejznámějšími licencemi pro svobodný obsah jsou jednotlivé licence Creative Commons a zejména dříve populární GNU Free Documentation License.
   Licence jiného typu, jako je např. Open Database Licence.